# Eriolus paruensis
Eriolus paruensis är en insektsart som beskrevs av Piza Jr. 1979. Eriolus paruensis ingår i släktet Eriolus och familjen vårtbitare. Inga underarter finns listade i Catalogue of Life.